# Center-Minami
Center-Minami (センター南駅?, Sentā-Minami-eki) è una stazione della metropolitana di Yokohama che si trova nel quartiere di Tsuzuki-ku a Yokohama, e offre l'interscambio fra le due linee della città. La stazione è localmente soprannominata Sennan (セン南駅?, Sennan-eki) o Sen-Mina (セン南駅?, Senmina-eki).

## Linee
Metropolitana di Yokohama
 Linea blu (linea 3)
 Linea verde (linea 4)

## Struttura
La stazione è realizzata su viadotto, e le due linee sono parallele. All'interno della stazione sono presenti alcuni negozi e bar, oltre ai servizi essenziali, come biglietteria, servizi igienici, ascensori, scale mobili e tornelli automatici.
| 1 | Linea verde |  | per Nakayama                      |
| 2 | Linea verde |  | per Hiyoshi                       |
| 3 | Linea blu   |  | per Yokohama, Totsuka e Shōnandai |
| 4 | Linea blu   |  | per, Azamino                      |

## Stazioni adiacenti
| «                     | Servizio      | »           |
| Linea Blu             | Linea Blu     | Linea Blu   |
| --------------------- | ------------- | ----------- |
| Nakamachidai          | Locale Rapido | Center-Kita |
| Linea verde           |               |             |
| Tsuzuki-Fureai-no-Oka | -             | Center-Kita |